# Ордабаев, Самат Исламович
Самат Исламович Ордабаев (13 января 1958 года) — казахстанский дипломат.

## Биография
В 1980 году окончил Казахский сельскохозяйственный институт.
В 1981—1983 гг. обучался в аспирантуре ВО ВАСХНИЛ.
В 1989 году в г. Ленинград защитил диссертацию на соискание степени кандидата наук.
С июля 1983 по 1990 гг. занимался научной работой.
С 1990 до середины 1992 гг. работал заведующим отдела КазНИИНКИ при Госэкономкомитете КазССР.
С августа 1992 года по сентябрь 1993 года — ученый секретарь Казахской академии сельскохозяйственных наук РК.
1993—1995 гг. — заместитель начальника Управления Министерства науки и новых технологий РК.
С сентября 1995 года — начальник отдела Государственного комитета Республики Казахстан по сотрудничеству со странами СНГ.
1998—2000 гг. — второй секретарь, первый секретарь, начальник отдела, начальник управления МИД Республики Казахстан.
С 2000 по 2003 гг. — Советник Посольства Республики Казахстан в Республике Беларусь.
С 2004 года являлся заместителем председателя Комитета по делам СНГ и директором департамента по делам СНГ МИД Республики Казахстан.
В 2006 году был назначен заместителем Председателя исполнительного комитета — Исполнительного секретаря СНГ (г. Минск).
2007—2013 гг. — советник — посланник Посольства Республики Казахстан в Российской Федерации (г. Москва).
2013—2016 гг. — Заместитель Министра иностранных дел Республики Казахстан.
С 22 апреля 2016 года по февраль 2020 был Чрезвычайным и Полномочным Послом Республики Казахстан в Украине.
21 февраля 2017 года назначен Чрезвычайным и Полномочным Послом Республики Казахстан в Республике Молдова по совместительству.
Имеет ранг Чрезвычайного и Полномочного Посланника I класса.
Владеет казахским, русским и английским языками.
Женат, имеет сына.

## Награды
- Награждён государственной наградой — медалью «За трудовое отличие», а также десятью юбилейными медалями Республики Казахстан. Имеет благодарность Президента РК (2007 г.).
- Медаль «За вклад в создание Евразийского экономического союза» I степени (2015 г.)[2], почетной грамотой Совета глав государств СНГ (2006 г. и 2017 г.) и Совета коллективной безопасности ОДКБ (2012 г.)
- Медаль «За укрепление парламентского сотрудничества» (26 ноября 2015 года, Межпарламентская ассамблея СНГ) — за особый вклад в развитие парламентаризма, укрепление демократии, обеспечение прав и свобод граждан в государствах — участниках Содружества Независимых Государств[3].
- Грамота Содружества Независимых Государств (17 июля 2017 года) — за активную работу по укреплению и развитию Содружества Независимых Государств[4]